# Espírito Santo do Turvo
Espírito Santo do Turvo este un oraș în São Paulo (SP), Brazilia.